# Treizième circonscription de Paris de 1988 à 2012
Pour les articles homonymes, voir Treizième circonscription de Paris de 1958 à 1986 et Treizième circonscription de Paris depuis 2012.
La treizième circonscription de Paris est l'une des 21 circonscriptions électorales françaises que compte le département de Paris (75) situé en région Île-de-France. D'après les chiffres de l'Institut national de la statistique et des études économiques (INSEE) de 1999, la population de cette circonscription est estimée à 114 430 habitants.

## Délimitation de la circonscription
Entre 1988, année des premières élections après le rétablissement du scrutin uninominal majoritaire par circonscription, et le redécoupage des circonscriptions réalisé en 2010, la circonscription recouvre deux quartiers du 15e arrondissement : Saint-Lambert et la majeure partie de Javel (au sud des rues de Javel, Lourmel et la Convention).
Cette délimitation s'applique donc aux IXe, Xe, XIe, XIIe et XIIIe (Cinquième République).
Cette treizième circonscription de Paris correspond à l'adjonction de la totalité de la dix-septième circonscription et d'une partie de la dix-neuvième circonscription de la période 1958-1986.
En 2012, cette circonscription est devenue la nouvelle treizième circonscription avec une complète redéfinition de sa limite nord.

## Liste des députés

### Élection du 16 mars 1986 au scrutin proportionnel
En 1985, le président de la République François Mitterrand changea le mode de scrutin des députés en rétablissant le scrutin proportionnel. Le nombre de députés du département de Paris fut ramené de 31 à 21.

### Députés de 1988 à 2012
Après les élections du 16 mars 1986, le nouveau Premier ministre Jacques Chirac rétablissait le scrutin majoritaire à deux tours. Le nombre de députés était maintenu à 21 et les circonscriptions électorales antérieures étaient donc ramenées de 31 à 21. Une partie de l'ancienne dix-neuvième circonscription et la totalité de l'ancienne dix-septième ont formé la nouvelle treizième circonscription.
| Législature | Début de mandat | Fin de mandat   | Député élu           |  | Parti politique | Observations                                                  |
| ----------- | --------------- | --------------- | -------------------- |  | --------------- | ------------------------------------------------------------- |
| IXe         | 23 juin 1988    | 6 décembre 1990 | Michèle Barzach      |  | RPR             | démissionnaire le 6 décembre 1990                             |
| IXe         | 3 février 1991  | 1er avril 1993  | René Galy-Dejean     |  | RPR             | élu lors d'une élection partielle contre Michèle Barzach      |
| Xe          | 2 avril 1993    | 21 avril 1997   | René Galy-Dejean     |  | RPR             | mandat écourté à la suite d'une dissolution de Jacques Chirac |
| XIe         | 12 juin 1997    | 18 juin 2002    | René Galy-Dejean     |  | RPR             |                                                               |
| XIIe        | 19 juin 2002    | 25 juin 2007    | René Galy-Dejean     |  | UMP             |                                                               |
| XIIIe       | 26 juin 2007    | 19 juin 2012    | Jean-François Lamour |  | UMP             |                                                               |

## Résultats électoraux

### Élections législatives de 1988
|                                            | Michèle Barzach élu    | RPR (URC)            | 23 831 | 54,22  |  |  |  |
|                                            | Alain Hubert           | PS                   | 13 558 | 30,85  |  |  |  |
|                                            | Martine Lehideux       | FN                   | 3 889  | 8,84   |  |  |  |
|                                            | Roger Gauvrit          | PCF                  | 1 976  | 4,50   |  |  |  |
|                                            | Georges Panayotis (en) | Divers droite        | 450    | 1,02   |  |  |  |
|                                            | Claude Albert          | Extrême droite (POE) | 148    | 0,33   |  |  |  |
|                                            | Philippe Mercante      | Divers               | 93     | 0,21   |  |  |  |
|                                            |                        |                      |        |        |  |  |  |
| Inscrits                                   | Inscrits               | Inscrits             | 70 646 | 100,00 |  |  |  |
| Abstentions                                | Abstentions            | Abstentions          | 26 244 | 37,15  |  |  |  |
| Votants                                    | Votants                | Votants              | 44 402 | 62,85  |  |  |  |
| Blancs et nuls                             | Blancs et nuls         | Blancs et nuls       | 457    | 1,03   |  |  |  |
| Exprimés                                   | Exprimés               | Exprimés             | 43 945 | 98,97  |  |  |  |
| Source : Le Monde du 5 février 1991, p. 12 |                        |                      |        |        |  |  |  |

Le suppléant de Michèle Barzach était Alain Destrem, UDF, Conseiller de Paris, Premier adjoint au maire du 15ème arrondissement.

### Élections législatives partielles de 1991
(à la suite de la démission de Michèle Barzach le 6 décembre 1990).
| Candidat                                   | Candidat                        | Parti          | Premier tour | Premier tour | Second tour | Second tour |  |
| Candidat                                   | Candidat                        | Parti          | Voix         | %            | Voix        | %           |  |
| ------------------------------------------ | ------------------------------- | -------------- | ------------ | ------------ | ----------- | ----------- |  |
|                                            | René Galy-Dejean élu            | RPR            | 10 885       | 41,17        | 12 217      | 100,00      |  |
|                                            | Michèle Barzach sortante        | Divers droite  | 7 022        | 26,56        | Retrait     | Retrait     |  |
|                                            | Alain Hubert                    | PS             | 2 710        | 10,25        |             |             |  |
|                                            | Serge Martinez                  | FN             | 2 385        | 9,02         |             |             |  |
|                                            | Laure Schneiter                 | Les Verts      | 1 142        | 4,31         |             |             |  |
|                                            | Roger Gauvrit                   | PCF            | 706          | 2,67         |             |             |  |
|                                            | Louis Girard                    | Extrême droite | 705          | 2,66         |             |             |  |
|                                            | Agnès Caradec                   | GÉ             | 443          | 1,67         |             |             |  |
|                                            | Alain Kruger                    | Divers         | 318          | 1,20         |             |             |  |
|                                            | Marc Taponiter                  | Divers         | 65           | 0,24         |             |             |  |
|                                            | Gérard Danche                   | Divers         | 49           | 0,18         |             |             |  |
|                                            | Simone Caillot                  | Divers         | 3            | 0,01         |             |             |  |
|                                            | André Dupont, dit Aguigui Mouna | Divers         | 3            | 0,01         |             |             |  |
|                                            |                                 |                |              |              |             |             |  |
| Inscrits                                   | Inscrits                        | Inscrits       | 65 704       | 100,00       | 65 704      | 100,00      |  |
| Abstentions                                | Abstentions                     | Abstentions    | 38 822       | 59,09        | 50 871      | 77,42       |  |
| Votants                                    | Votants                         | Votants        | 26 882       | 40,91        | 14 833      | 22,58       |  |
| Blancs et nuls                             | Blancs et nuls                  | Blancs et nuls | 446          | 1,66         | 2 616       | 17,64       |  |
| Exprimés                                   | Exprimés                        | Exprimés       | 26 436       | 98,34        | 12 217      | 82,36       |  |
| Source : Le Monde du 5 février 1991, p. 12 |                                 |                |              |              |             |             |  |

### Élections législatives de 1993
|                       | René Galy-Dejean sortant réélu | RPR (UPF)      | 24 066 | 54,04  |  |  |  |
|                       | Marc Mossé                     | MRG (ADFP)     | 7 418  | 16,65  |  |  |  |
|                       | Laure Schneiter                | Les Verts (EÉ) | 4 816  | 10,81  |  |  |  |
|                       | Georges Péan                   | FN             | 4 442  | 9,97   |  |  |  |
|                       | Roger Gauvrit                  | PCF            | 2 190  | 4,91   |  |  |  |
|                       | Michel Mayer                   | LT-LNÉ         | 917    | 2,05   |  |  |  |
|                       | Herbert Axelrad                | MDR            | 494    | 1,10   |  |  |  |
|                       | Alain Gelot                    | Divers (PLN)   | 184    | 0,41   |  |  |  |
|                       | Jérôme Schuyer                 | Divers droite  | 4      | 0,00   |  |  |  |
|                       |                                |                |        |        |  |  |  |
| Inscrits              | Inscrits                       | Inscrits       | 67 363 | 100,00 |  |  |  |
| Abstentions           | Abstentions                    | Abstentions    | 21 305 | 31,63  |  |  |  |
| Votants               | Votants                        | Votants        | 46 058 | 68,37  |  |  |  |
| Blancs et nuls        | Blancs et nuls                 | Blancs et nuls | 1 527  | 3,32   |  |  |  |
| Exprimés              | Exprimés                       | Exprimés       | 44 531 | 96,68  |  |  |  |
| Source : Data.gouv.fr |                                |                |        |        |  |  |  |

Le suppléant de René Galy-Dejean était Alain Destrem.

### Élections législatives de 1997
| Candidat       | Candidat                       | Parti             | Premier tour | Premier tour | Second tour | Second tour |  |
| Candidat       | Candidat                       | Parti             | Voix         | %            | Voix        | %           |  |
| -------------- | ------------------------------ | ----------------- | ------------ | ------------ | ----------- | ----------- |  |
|                | René Galy-Dejean sortant réélu | RPR               | 18 452       | 45,33        | 25 588      | 61,74       |  |
|                | Gilles Alayrac                 | PRS               | 8 217        | 20,18        | 15 956      | 38,26       |  |
|                | Georges Péan                   | FN                | 4 106        | 10,09        |             |             |  |
|                | Antoine Leborgne               | PCF               | 1 761        | 4,33         |             |             |  |
|                | Joël Chenais                   | Les Verts         | 1 415        | 3,48         |             |             |  |
|                | Laure Schneiter                | MÉI               | 1 298        | 3,19         |             |             |  |
|                | Nicolas Gandy                  | LDI (CNIP)        | 1 222        | 3            |             |             |  |
|                | Claire Maury                   | LO                | 918          | 2,25         |             |             |  |
|                | Lucien Jallamion               | MDC               | 748          | 1,84         |             |             |  |
|                | Juliette Agrimont              | GÉ                | 707          | 1,74         |             |             |  |
|                | Laurence Ruimy                 | LCR               | 487          | 1,2          |             |             |  |
|                | Françoise Lindecker            | US4J              | 449          | 1,1          |             |             |  |
|                | Georges Martory                | Divers            | 207          | 0,51         |             |             |  |
|                | Jean-Philippe Baron            | Divers écologiste | 159          | 0,39         |             |             |  |
|                | Jean-Pierre Fitoussi           | PT                | 145          | 0,36         |             |             |  |
|                | Laurence Grégoire              | MDR               | 123          | 0,3          |             |             |  |
|                | Raphaël Chertier               | Divers            | 120          | 0,29         |             |             |  |
|                | Michel Delmas                  | Divers écologiste | 107          | 0,26         |             |             |  |
|                | Simone Durand                  | Divers droite     | 48           | 0,12         |             |             |  |
|                | Axel Gerson                    | Divers            | 21           | 0,05         |             |             |  |
|                | Autres candidats               | Divers            | 21           | 0,05         |             |             |  |
|                |                                |                   |              |              |             |             |  |
| Inscrits       | Inscrits                       | Inscrits          | 66 588       | 100,00       | 66 584      | 100,00      |  |
| Abstentions    | Abstentions                    | Abstentions       | 24 691       | 37,08        | 23 527      | 35,33       |  |
| Votants        | Votants                        | Votants           | 41 897       | 62,92        | 43 057      | 64,67       |  |
| Blancs et nuls | Blancs et nuls                 | Blancs et nuls    | 1 187        | 2,83         | 1 613       | 3,75        |  |
| Exprimés       | Exprimés                       | Exprimés          | 40 710       | 97,17        | 41 444      | 96,25       |  |

Le suppléant de René Galy-Dejean était Alain Destrem.

### Élections législatives de 2002
|                | René Galy-Dejean sortant réélu | UMP              | 23 830 | 53,26  |  |  |  |
|                | Gilles Alayrac                 | PRG              | 12 209 | 27,29  |  |  |  |
|                | Élisabeth Baston               | FN               | 2 783  | 6,22   |  |  |  |
|                | Paulette Frantz-Janey          | Les Verts        | 1 191  | 2,66   |  |  |  |
|                | Diane Le Béguec                | Pôle républicain | 790    | 1,77   |  |  |  |
|                | Véronique Sandoval             | PCF              | 719    | 1,61   |  |  |  |
|                | David Gabriel                  | Cap21            | 685    | 1,53   |  |  |  |
|                | Michel Briganti                | LCR              | 455    | 1,02   |  |  |  |
|                | Emmanuel Lardeux               | MPF              | 401    | 0,9    |  |  |  |
|                | Bertrand Rober                 | MNR              | 283    | 0,63   |  |  |  |
|                | Murielle Antonello             | RPF              | 210    | 0,47   |  |  |  |
|                | Catherine Macé                 | MÉI              | 197    | 0,44   |  |  |  |
|                | Georges Malzieux               | LO               | 182    | 0,41   |  |  |  |
|                | Christophe Maratray            | ND               | 168    | 0,38   |  |  |  |
|                | Brigitte Crucis                | MHAN             | 167    | 0,37   |  |  |  |
|                | Hervé Ducrot                   | CNIP             | 146    | 0,33   |  |  |  |
|                | Léonor Gabarain                | GÉ               | 130    | 0,29   |  |  |  |
|                | Jocelyne Buisine               | CPNT             | 71     | 0,16   |  |  |  |
|                | Nicolas Gavrilenko             | Divers gauche    | 66     | 0,15   |  |  |  |
|                | Frédéric Sotteau               | Divers           | 57     | 0,13   |  |  |  |
|                |                                |                  |        |        |  |  |  |
| Inscrits       | Inscrits                       | Inscrits         | 63 926 | 100,00 |  |  |  |
| Abstentions    | Abstentions                    | Abstentions      | 18 734 | 29,31  |  |  |  |
| Votants        | Votants                        | Votants          | 45 192 | 70,69  |  |  |  |
| Blancs et nuls | Blancs et nuls                 | Blancs et nuls   | 452    | 1      |  |  |  |
| Exprimés       | Exprimés                       | Exprimés         | 44 740 | 99     |  |  |  |

La suppléante de René Galy-Dejean était Jeanne Chabaud, professeur d'éducation physique, conseillère municipale du 15ème arrondissement de Paris, conseillère de Paris.

### Élections législatives de 2007
| Candidat                          | Candidat                 | Parti                      | Premier tour | Premier tour | Second tour | Second tour |
| Candidat                          | Candidat                 | Parti                      | Voix         | %            | Voix        | %           |
| --------------------------------- | ------------------------ | -------------------------- | ------------ | ------------ | ----------- | ----------- |
|                                   | Jean-François Lamour élu | UMP                        | 16 866       | 36,59        | 23 705      | 56,74       |
|                                   | Anne Hidalgo             | PS                         | 13 004       | 28,21        | 18 071      | 43,26       |
|                                   | René Galy-Dejean sortant | Divers droite              | 5 275        | 11,44        |             |             |
|                                   | Michel Bulté             | UDF–MoDem                  | 4 679        | 10,15        |             |             |
|                                   | Dominique Baud           | Divers droite              | 1 504        | 3,26         |             |             |
|                                   | Elisabeth Baston         | FN                         | 1 161        | 2,52         |             |             |
|                                   | Barbara Pompili          | Les Verts                  | 1 055        | 2,29         |             |             |
|                                   | Jean Chambrun            | Extrême gauche (LCR)       | 659          | 1,43         |             |             |
|                                   | Véronique Sandoval       | PCF                        | 476          | 1,03         |             |             |
|                                   | Thierry Berger           | MPF                        | 431          | 0,93         |             |             |
|                                   | Bernard Ménez            | Divers                     | 367          | 0,80         |             |             |
|                                   | Thomas Bidou             | Divers écologiste (LT-LNÉ) | 237          | 0,51         |             |             |
|                                   | Marielle Pernin          | Divers (LFA)               | 179          | 0,39         |             |             |
|                                   | Georges Malzieux         | Extrême gauche (LO)        | 111          | 0,24         |             |             |
|                                   | Michel Leter             | Divers droite (AL)         | 89           | 0,19         |             |             |
|                                   | Michel Brionne           | Divers                     | 7            | 0,02         |             |             |
|                                   | Isabelle Méry            | Divers                     | 0            | 0,00         |             |             |
|                                   | Annie Martinet           | Divers droite              | 0            | 0,00         |             |             |
|                                   |                          |                            |              |              |             |             |
| Inscrits                          | Inscrits                 | Inscrits                   | 70 849       | 100,00       | 70 847      | 100,00      |
| Abstentions                       | Abstentions              | Abstentions                | 24 461       | 34,53        | 28 137      | 39,72       |
| Votants                           | Votants                  | Votants                    | 46 388       | 65,47        | 42 710      | 60,28       |
| Blancs et nuls                    | Blancs et nuls           | Blancs et nuls             | 288          | 0,62         | 934         | 2,19        |
| Exprimés                          | Exprimés                 | Exprimés                   | 46 100       | 99,38        | 41 776      | 97,81       |
| Source : Ministère de l'Intérieur |                          |                            |              |              |             |             |